# Hans Wandal (Theologe, 1624)
Hans Wandal (auch Johann Wandalin) (* 26. Januar 1624 in Viborg; † 1. Mai 1675 in Kopenhagen) war ein dänischer lutherischer Theologe und Bischof.

## Leben
Wandal, Sohn des Bischofs Hans Iversen Wandal, studierte ab 1642 in Kopenhagen sowie auf einer längeren Auslandsreise in Leiden, Straßburg, Basel und Leipzig. 1651 nach Dänemark zurückgekehrt, wurde er 1652 Professor für Hebräisch an der Universität Kopenhagen, 1655 Professor für Theologie und 1657 Dr. theol. Von 1659 bis 1661 war er Rektor der Universität.
Wandals berühmtestes Werk, die «Juris Regii libri VI» (Sechs Bücher über das Majestätsrecht), erschien 1663–1672. Hier rechtfertigte Wandal den königlichen Absolutismus, den König Friedrich III. im  Kongelov (Königsgesetz) 1661 formulieren und 1665 verfassungsmäßig festlegen ließ. Wandal argumentiert vorwiegend mit der Stellung der Könige im Alten Testament, zieht aber auch die Theologie Martin Luthers heran.
1668 berief der König ihn zum Bischof von Seeland (Sjælland) und damit zum Primas der Dänischen Kirche. Wandal blieb aber Dekan der Theologischen Fakultät. Sein gleichnamiger Sohn Hans Wandal (Theologe, 1656) wurde ebenfalls Theologieprofessor in Kopenhagen.